# Highcliff
L'Highcliff (in cinese: 曉廬; cantonese Yale: Híulòuh) è un grattacielo alto 252,4 metri e situato sul pendio meridionale della Happy Valley, ad Hong Kong. 

## Descrizione
La costruzione dell'edificio di 75 piani (70 dei quali sono ad uso residenziale) è iniziata nel 2000 ed è stata completata nel 2003, su progetto della DLN Architects & Engineers. È arrivato secondo all'Emporis Skyscraper Award del 2003. È l'edificio residenziale più alto di Hong Kong.
Highcliff possiede una forma estremamente sottile per un edificio di tale altezza. Ha un rapporto di snellezza (rapporto tra la base di un edificio e la sua altezza) pari a 1:20, il più alto al mondo per un edificio residenziale. Per questo motivo, sulla parte superiore è stata montato un mass damper, il primo nel suo genere per un edificio residenziale. Esso è stato installato per prevenire eventuali oscillazioni dell'edificio, che potrebbero essere causate dall'alto numero di tifoni che colpiscono Hong Kong alla fine dell'estate.
Adiacente al Highcliff vi è costruito un altro grattacielo, The Summit, anch'esso molto sottile e alto; i due insieme sono spesso chiamati  "le bacchette".